# Алтайски сеносъбирач
Алтайският сеносъбирач, или алпийска пика, (Ochotona alpina) е вид бозайник от семейство Пики (Ochotonidae).

## Разпространение и местообитание
Разпространен е в Казахстан, Китай, Монголия и Русия.